# 彥根藩
彥根藩（日语：／ Hikone han */?）是日本江戶時代的一個藩。位於近江國北部（今滋賀縣彥根市）。藩廳是彥根城（當初配置時是佐和山城）。藩主是井伊氏。支藩是彥根新田藩，在短時間內存在。

## 歷史
1600年上野國高崎城主井伊直政在關原之戰戰功被封為近江國18萬石大名。當初居城是佐和山城，當時直政不喜歡石田三成原有的居城，準備建造彥根城，但未開始建築直政已經死去。後來由直繼繼任，終於完成了彥根築城的計劃。1614年直繼生病，無法親身上陣，由其弟直孝指揮。最後直繼改名直勝，改封安中藩。直孝繼承彥根藩。直孝在位期間，石高增封到20萬石，其後石高更增高30萬石。
1860年直弼被暗殺。兩年後遭問罪，被幕府減去10萬石。1863年（文久2年）恢复三萬石到二十三萬石。1867年藩主決定倒幕，成功捕獲近藤勇，根據賞典祿增封2萬石。1871年廢藩置縣，成為了彥根縣，最終成為滋賀縣的一部份。1884年井伊家以伯爵的身份成為華族。

## 歷代藩主
- 井伊氏

石高：18萬石→15萬石→20萬石→25萬石→30萬石（35萬石格）→20萬石→23萬石→25萬石（1600年 - 1871年）
1. 井伊直政（1600年-1602年）
井伊直繼（1602年-1615年）直繼封安中藩，在家譜中不視作為第二代藩主
2. 井伊直孝（1615年-1659年）
3. 井伊直澄（1659年-1676年）
4. 井伊直興（1676年-1701年）
5. 井伊直恒（1701年-1710年）
6. 井伊直治（1710年）
7. 井伊直興（1710年-1714年，再任）
8. 井伊直惟（1714年-1735年）
9. 井伊直定（1735年-1754年）
10. 井伊直禔（1754年）
11. 井伊直定（1754年-1755年，再任）
12. 井伊直幸（1755年-1789年）
13. 井伊直中（1789年-1812年）
14. 井伊直亮（1812年-1850年）
15. 井伊直弼（1846年-1860年）
16. 井伊直憲（1860年-1871年）

## 支藩
彥根藩曾經在1714年至1734年期間擁有一個支藩名為彥根新田藩。藩主是井伊直興十四男直定。其後直定因繼承彥根藩而被廢藩。